# Гоморра (фильм)
«Гоморра» (итал. Gomorra) — кинофильм режиссёра Маттео Гарроне, снятый в 2008 году по книге Роберто Савиано и повествующий о преступлениях неаполитанской мафии Каморры.

## Сюжет
В фильме присутствуют несколько сюжетных линий, повествующих о том, как судьбы людей так или иначе пересекаются с преступными группами, управляющими самыми разными сторонами жизни общества. Среди персонажей — жители неблагополучных кварталов, подростки, решившие сделать свою собственную «карьеру» в преступном бизнесе, портной из известной фирмы по пошиву одежды, представители бизнеса по уничтожению отходов и многие другие.

## В ролях
- Тони Сервилло — Франко
- Джанфеличе Импарато — дон Чиро
- Мария Национале — Мария
- Сальваторе Канталупо — Паскуале
- Джиджо Морра — Явароне
- Сальваторе Абруццезе — Тото
- Марко Макор — Марко
- Чиро Петроне — Чиро
- Кармине Патерностер — Роберто
- Фортунато Серлино — Сын фермера

## Награды и номинации

### Награды
- 2008 — Гран-при Каннского кинофестиваля
- 2009 — 7 премий «Давид ди Донателло»: лучший фильм (Маттео Гарроне, Доменико Прокаччи), режиссёр (Маттео Гарроне), монтаж (Марко Сполетини), продюсер (Доменико Прокаччи), сценарий, оригинальная песня («Herculaneum», музыка — Роберт дель Наха, слова — Нил Дэвидж, Юэн Дикинсон), звук (Маричетта Ломбардо)
- 2008 — 5 премий «European Film Awards»: лучший фильм, режиссёр (Маттео Гарроне), сценарист, оператор (Марко Онорато), актёр (Тони Сервилло)

### Номинации
- 2009 — номинация на премию BAFTA за лучший неанглоязычный фильм (Маттео Гарроне, Доменико Прокаччи)
- 2009 — номинация на премию «Бодил» за лучший неамериканский фильм (Маттео Гарроне)
- 2008 — номинация на «Золотую пальмовую ветвь» Каннского кинофестиваля
- 2009 — номинация на премию «Сезар» за лучший иностранный фильм (Маттео Гарроне)
- 2009 — 4 номинации на премию «Давид ди Донателло»: лучшая операторская работа (Марко Онорато), актриса второго плана (Мария Национале), работа художника (Паоло Бонфини), костюмы (Алессандра Кардини)
- 2009 — номинация на премию «Золотой глобус» за лучший фильм на иностранном языке
- 2009 — номинация на премию «Независимый дух» за лучший иностранный фильм (Маттео Гарроне)